# For what it's worth (Stop, hey what's that sound)
For what it's worth (Stop, hey what's that sound) is een nummer van Buffalo Springfield dat werd geschreven door Stephen Stills. Het nummer verscheen in december 1966 op  single met op de B-kant Do I have to come right out and say it, een liefdeslied geschreven door Neil Young.
Van de opnames werden de producers Brian Stone en Charles Greene niet op de hoogte gesteld omdat de bandleden niet tevreden waren over hun werk. Daarom was het aanvankelijk ook nog niet te vinden op hun debuutalbum, Buffalo Springfield. Ze worden echter wel op het singlelabel vermeld. Later verscheen het wel op herpersingen ervan. Daarop werd het omgewisseld met Baby don't scold me. Het nummer werd tientallen malen gecoverd.

## Tekst en achtergrond
Het is een protestlied dat niet over de anti-oorlogsbetogingen gaat, maar zich richt tegen de wetten die het ingrijpen tijdens manifestaties mogelijk maakte. Het verwijst rechtstreeks naar de sluiting van de nachtclub Pandora's Box in Hollywood en de mensen die zich toen voor het gebouw verzamelden.
De schrijver van het lied, Stephen Stills, was er aan het begin bij, maar daarna niet meer en hoorde de verhalen er later van de andere bandleden over. Toen de club gesloten zou worden, bevonden zich daar rond drieduizend jongeren op straat. Het was een rustige bijeenkomst waarbij er werd rondgehangen zonder dat er sprake was van rellen. Het laatste dat Stills zelf meekreeg was een soort M.E.-peloton dat zich, gewapend met helmen en schilden, opstelde om hardhandig in te grijpen. Hij schreef het lied binnen een kwartier.

## Hitnoteringen
In de tijd dat deze plaat uitkwam, was Buffalo Springfield nog amper buiten de Verenigde Staten bekend. De plaat heeft destijds ook niet in de Belgische en Nederlandse hitlijsten gestaan. De waardering voor deze plaat groeide pas later, wat ook blijkt uit de notering in de jaarlijkse NPO Radio 2 Top 2000 van de Nederlandse publieke radiozender NPO Radio 2. Ook in thuisland de Verenigde Staten staat de plaat hoog genoteerd in de aller tijden lijsten. Toen de single dankzij de populariteit van de televisieserie Tour of Duty  in maart 1991 nogmaals werd uitgegeven, belandde deze in enkele Europese hitlijsten, waaronder in Nederland de Nationale Top 100 (positie 73 in het voorjaar van 1991) op de nationale publieke popzender Radio 3.
Billboard Hot 100
| Jaar | hitlijst               | notering | aantal weken |
| ---- | ---------------------- | -------- | ------------ |
| 1966 | Billboard Hot 100 (VS) | 7        | 15           |
| 1991 | Nationale Top 100 (NL) | 73       | 5            |
| 1991 | Frankrijk              | 106      | 1            |

NPO Radio 2 Top 2000
| Nummer met noteringen in de NPO Radio 2 Top 2000  | '99  | '00 | '01 | '02 | '03 | '04 | '05  | '06  | '07  | '08  | '09  | '10  | '11  | '12  | '13  | '14  | '15  | '16  | '17  | '18  |
| ------------------------------------------------- | ---- | --- | --- | --- | --- | --- | ---- | ---- | ---- | ---- | ---- | ---- | ---- | ---- | ---- | ---- | ---- | ---- | ---- | ---- |
| For what it's worth (Stop, hey what's that sound) | 1104 | -   | 981 | 716 | 989 | 869 | 1094 | 1408 | 1401 | 1170 | 1565 | 1536 | 1341 | 1461 | 1115 | 1701 | 1460 | 1780 | 1695 | 1990 |

1. ↑  Een '-' betekent dat het nummer niet was genoteerd en een vetgedrukt getal geeft de hoogste notering aan.
2. ↑  Deze tabel is bijgewerkt tot en met de laatste editie (2024).

## Covers
Een van de eerste bands die het nummer coverde was in hetzelfde jaar The Staple Singers. Ze hadden er een bescheiden hit mee, net als enkele andere artiesten in de VS en het Verenigd Koninkrijk:
| Jaar | artiest                    | pieknotering | hitlijst                |
| ---- | -------------------------- | ------------ | ----------------------- |
| 1967 | The Staple Singers         | 66           | Billboard Hot 100       |
| 1967 | King Curtis                | 87           | Billboard Hot 100       |
| 1969 | Cher                       | 125          | Billboard Hot 100 (tip) |
| 1970 | Sérgio Mendes & Brasil '66 | 101          | Billboard Hot 100 (tip) |
| 1993 | Oui 3                      | 28           | Verenigd Koninkrijk     |
| 1993 | Oui 3                      | 26 (remix)   | Verenigd Koninkrijk     |

Een greep uit de andere artiesten die het nummer in de loop van de jaren coverden, is: Art (1967), Lou Rawls (1968), The Brooklyn Bridge (1970), Miriam Makeba (1970), David Cassidy (1974), Crosby, Stills & Nash (1983), Willie Nelson, Sheryl Crow & Bill Evans (2002), Hugh Cornwell (2002), Rush (2004), Keb' Mo' (2004), Ozzy Osbourne (2005), Queensrÿche (2007), Rise Against (2007), Aynsley Dunbar (2008) en Kid Rock (2013) , voor Nederland The Bobby Green Selection.

## Trivia
- Stills zei in een interview dat de naam van het nummer ontstond toen hij het presenteerde aan de directeur van de platenmaatschappij, Ahmet Ertegun (die Buffalo Springfield had getekend bij het ATCO-label van Atlantic Records). Stills zei: "Ik heb dit nummer hier, voor wat het waard is, als je het wilt."[3] Een andere producer, Charlie Greene, beweert dat Stills eerst de bovenstaande regel tegen hem zei, maar geeft de eer aan Ahmet Ertegun voor de tussen haakjes geplaatste ondertitel "Stop, Hey What's That Sound", opdat het nummer gemakkelijker zou worden herkend.[4]